# Hy Zaret
Hy Zaret, nato Hyman Harry Zaritsky (New York, 21 agosto 1907 – 2 luglio 2007), è stato un compositore e paroliere statunitense.
Facente parte del gruppo Tin Pan Alley, è noto soprattutto come coautore del brano Unchained Melody, canzone del 1955 tra le più registrate del XX secolo.